# Elsa Leo-Rhynie
Elsa Ann Leo-Rhynie OJ (nhũ danh Fairweather) là một quản trị viên học thuật và đại học người Jamaica đã nghỉ hưu, là giáo sư danh dự của Đại học West Indies (UWI). Bà là cựu hiệu trưởng và phó hiệu trưởng của Mona, Jamaica.

## Thơ ấu
Leo-Rhynie được sinh ra tại Bệnh viện Victoria Jubilee ở Kingston, Jamaica. Bà lớn lên ở Saint Andrew và theo học trường nữ sinh St Andrew. Leo-Rhynie hoàn thành chương trình giáo dục đại học của mình tại Đại học West Indies (UWI), tốt nghiệp bằng Cử nhân chuyên ngành thực vật học và động vật học. Sau đó, bà đã hoàn thành bằng tốt nghiệp giáo dục và bằng tiến sĩ lĩnh vực tâm lý giáo dục tại cùng trường. Cho đến năm 1977, bà làm giáo viên dạy khoa học cấp ba, dành thời gian ở trường Haverstock (Anh) và trường trung học Meadowbrook (Jamaica).

## Học viện
Năm 1977, Leo-Rhynie trở thành giảng viên về tâm lý giáo dục tại Trường Giáo dục UWI. Năm 1987, bà được bổ nhiệm làm giám đốc điều hành của Viện Quản lý và Sản xuất. Bà trở thành điều phối viên khu vực của Trung tâm Nghiên cứu Giới tính và Phát triển năm 1992, và có khả năng là đồng tác giả của báo cáo Jamaica cho Hội nghị Thế giới về Phụ nữ lần thứ tư năm 1995. Leo-Rhynie được bổ nhiệm làm phó hiệu trưởng của cơ sở Mona năm 1996 và là hiệu trưởng năm 2006 - người phụ nữ đầu tiên giữ một trong hai vị trí này. Bà trở thành phó hiệu trưởng và chủ tịch nghiên cứu đại học năm 2002, và nghỉ hưu năm 2007 với tư cách là giáo sư danh dự.